# Caposele
Caposele község (comune) Olaszország Campania régiójában, Avellino megyében.

## Fekvése
A megye délkeleti részén fekszik. Határai: Bagnoli Irpino, Calabritto, Castelnuovo di Conza, Conza della Campania, Laviano, Lioni, Teora és Valva.

## Története
A település a Sele folyó forrásának közelében fekszik. Nevét is ennek köszönheti (capo=forrás). Első említése a 12. századból származik, bár a történészek szerint már korábban kialakulhatott, valószínűsítik, hogy paestumiak alapították. A következő századokban nemesi birtok volt. A 19. században nyerte el önállóságát, amikor a Nápolyi Királyságban felszámolták a feudalizmust.  Az 1694-es földrengésben központja súlyosan megrongálódott. A apuliai vízvezeték kiindulópontja.

## Népessége
A népesség számának alakulása:

## Fő látnivalók
- San Geraldo Maiella-templom
- San Lorenzo-templom